# Rooppi
Rooppi är en sjö i Finland. Den ligger i kommunen Salla i landskapet Lappland, i den norra delen av landet, 700 km norr om huvudstaden Helsingfors. Rooppi ligger 253 meter över havet. Arean är 19,7 hektar och strandlinjen är 4,88 kilometer lång. Sjön  ingår i Koundaälvens huvudavrinningsområde. 